# 理查德·科恩
理查德·科恩（德語：Richard Kohn，1888年2月27日—1963年）是一名已故奥地利足球运动员及教练，曾先后执教于拜仁慕尼黑，巴塞罗那和费耶诺德等球队。